# 山潘街道
山潘街道曾是中国江苏省南京市六合区下属的一个街道，2012年8月山潘街道与西厂门街道、卸甲甸街道合并为大厂街道。山潘街道位于六合区西南端，北临马汊河，东起新华路，南始晓山路，西止宁六公路。
山潘街道辖区面积8.2平方公里，常住人口22212户，外来流动人口4393人，下辖有20个社区居委会（南化新村、山潘四村、山潘街、朱洼、新华五村、新华三村、山潘三村、新华六村、南化十村、南化九村、九村东巷、山潘一村、扬子第一、扬子第二、扬子第三、扬子第四、扬子第五、扬子第六、扬子第七、扬子第八）。

## 行政区划
山潘街道下辖以下地区：
山潘新村社区、新华五村社区、新华三村社区、新华六村社区、南化十村社区、南化九村社区、扬子第一社区、扬子第二社区、扬子第三社区和扬子第四社区。